# Conca de Nemegt

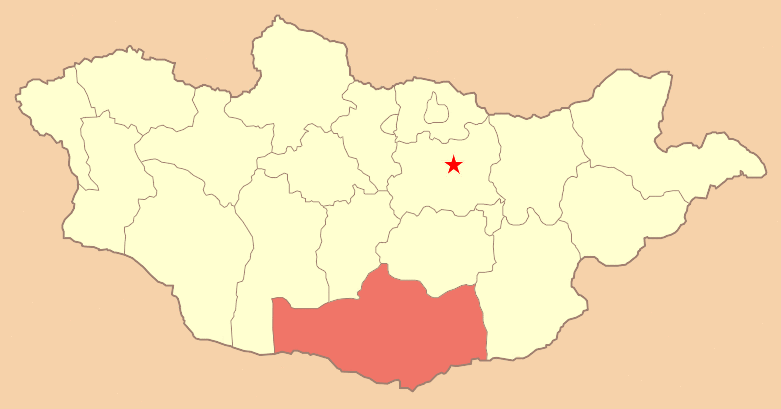
Mapa de Mongòlia, que mostra la Província d'Ömnögovi.

La Conca de Nemegt és una zona geogràfica del nord-oest del Desert de Gobi, a la província d'Ömnögovi, a la Mongòlia meridional. És coneguda localment com la "Vall dels Dragons", donat que s'hi troben molts fòssils, incloent dinosaures, ous de dinosaures i empremtes.
Les formacions geològiques principals de la zona són la Formació de Nemegt, la Formació Barun Goyot i la Formació Djadochta, en ordre d'edat, des de la més jove (la més superficial) a la més antiga (la més profunda).